# Dieter Semetzky
Dieter Semetzky (* 3. November 1949 in Dresden) ist ein ehemaliger Steuermann im Rudersport aus der Deutschen Demokratischen Republik. 1968 gewann er bei den Olympischen Spielen die Silbermedaille im Vierer mit Steuermann.
Semetzky war von 1965 bis 1968 Steuermann beim SC Einheit Dresden unter Hans Eckstein. 1965 steuerte er den Dresdner Achter mit Frank Forberger, Dieter Grahn, Peter Kremtz, Frank Rühle, Klaus Jacob, Manfred Gelpke, Dieter Schubert und Roland Göhler auf den zweiten Platz bei der DDR-Meisterschaft. Forberger, Rühle, Grahn und Schubert gewannen von 1965 bis 1968 die DDR-Meisterschaft im Vierer ohne Steuermann, 1966 traten die vier Ruderer zusätzlich zusammen mit Semetzky als Vierer mit Steuermann bei der DDR-Meisterschaft an und belegten den dritten Platz.
1968 gewann der Achter des SC Einheit Dresden mit dem gleichen Personal wie bei der Vizemeisterschaft 1965 den DDR-Meistertitel, zusätzlich siegten Kremtz, Göhler, Jacob und Gelpke zusammen mit Semetzky im Vierer mit Steuermann. Bei den Olympischen Spielen 1968 traten beide Dresdner Vierer für die DDR an. Auf der Regattastrecke von Xochimilco gewann der Vierer ohne Gold, der Vierer mit holte Silber hinter den Neuseeländern. Für den Gewinn der Silbermedaille wurde Semetzky mit dem Vaterländischen Verdienstorden in Bronze ausgezeichnet.
Semetzky erwarb später das Kapitänspatent und fuhr ein Jahrzehnt lang zur See. Ab 1985 leitete er ein Ferienhotel, nach der Wende betrieb er ein Reiseunternehmen in Dresden.